# Karl von Belgien

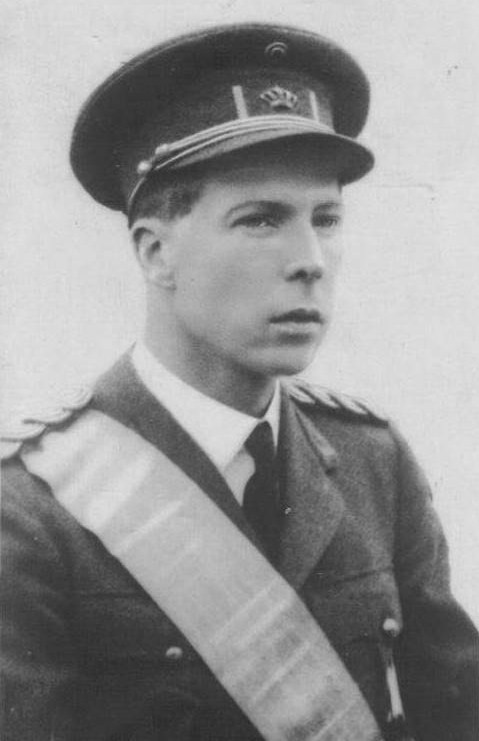
SKH Prinz Karl von Belgien

Prinz Karl von Belgien (französisch: Charles, niederländisch: Karel), vollständiger Name Charles Théodore Henri Antoine Meinrad (* 10. Oktober 1903 in Brüssel; † 1. Juni 1983 in Ostende) aus dem Haus Sachsen-Coburg und Gotha war der zweite Sohn des belgischen Königs Albert I. und von 1944 bis 1950 Prinzregent der Belgier.

## Leben
Karl war der zweite Sohn des belgischen Königs Albert I. und seiner Frau Elisabeth in Bayern. Er hatte zwei Geschwister; Leopold, der nach dem Tode des Vaters als Leopold III. den belgischen Thron bestieg, und Prinzessin Marie José, die letzte Königin Italiens.  Am 31. Januar 1910 wurde ihm der Titel eines Grafen von Flandern verliehen.
Zu Beginn des Ersten Weltkriegs wurde Karl 1914 zusammen mit seiner Schwester nach England gebracht, wo er im Haus des britischen Staatsmannes George Curzon wohnte. Er kehrte erst nach Kriegsende nach Belgien zurück. Mit 18 Jahren trat Karl in die belgische Armee ein. Er führte ein eher zurückgezogenes Leben und verbrachte einige Jahre in den USA.
Das Verhalten von König Leopold III. während des Zweiten Weltkriegs und der Besatzungszeit der Nazis, sowie dessen Hochzeit mit Mary Lilian Baels führten dazu, dass der König 1945 ins Exil gehen musste. Die Übergangsregierung ermächtigte Karl, der sich während des Kriegs dem Widerstand angeschlossen und unerkannt auf einem Bauernhof bei Spa gelebt hatte, als Prinzregent das Königreich Belgien zu regieren.
Der Wiederaufbau des Landes fiel zu großen Teilen in seine Regentschaft. Mittels des Marshallplans konnte die belgische Wirtschaft wieder belebt werden, und Karl hatte Anteil an der Gründung der Benelux. Während seiner Zeit schloss sich Belgien auch der NATO und der UN an. Ebenfalls von Bedeutung ist die Einführung des Frauenwahlrechts zu den Parlamentswahlen von 1948.
Seine Regentschaft endete 1950 mit der Rückkehr des Königs aus dem Schweizer Exil. Die Rückkehr löste erneut Spannung in Belgien aus und so sah sich Leopold 1951 genötigt zu Gunsten seines Sohnes Baudouin abzudanken. Karl zog sich aus dem öffentlichen Leben zurück, lebte in Westflandern im Ort Raversyde westlich von Ostende in einer kleinen Anlage, die als Fischersiedlung nach seinen Vorstellungen auf einem Gelände, dass ihm schon vor dem Zweiten Weltkrieg gehört hatte und in dem während des Krieges eine deutsche Artilleriebatterie errichtet worden war, gebaut wurde. Hier widmete er sich der Kunst. Eine besondere Leidenschaft hegte er für die Malerei, die er auch selbst betrieb und seine Werke mit „Karel van Vlaanderen“ zeichnete. Überwiegend malte er Landschaften.
1983 erkrankte Karl schwer und verstarb am 1. Juni 1983 in Ostende. Er wurde in der königlichen Gruft der Liebfrauenkirche in Laeken/Laken beigesetzt.